# Zdenka Volavková
Zdenka Volavková, rozená Zdenka Skořepová, nepřechýleně Zdenka Volavka (7. prosinec 1929 Praha – 18. září 1990 Toronto) byla česká kunsthistorička, specialistka na české barokní umění a africké umění, zejména z oblasti Cabindy v Angole. Po emigraci pracovala jako profesorka na York University v Oddělení vizuálního umění a výzkumná pracovnice v Royal Ontario Museum. Je autorkou několika publikací, z nichž nejznámější Crown and Ritual: The Royal Insignia of Ngoyo (University of Toronto Press, 1998) byla vydána po její smrti. Jejím prvním manželem byl Vojtěch Volavka, významný český historik umění.

## Životopis
Narodila se jako jediné dítě Marie a Františka Skořepových v Praze, otec pracoval u Československých drah. V roce 1953 získala doktorát na Filosofické fakultě Univerzity Karlovy v oboru dějin umění. Tam se seznámila se svým prvním manželem, profesorem Vojtěchem Volavkou, za kterého se nedlouho po dokončení studií provdala. V letech 1953 až 1957 působila ve Svazu československých výtvarných umělců a historiků umění. Spolupracovala s Národní galerií v Praze. V roce 1954 se její rodina odstěhovala do Bratislavy, kde mezi lety 1957 až 1962 působila jako odborná asistentka dějin umění na Vysoké škole výtvarných umění v Bratislavě, její manžel v Bratislavě pracoval v letech 1954 až 1964 jako docent dějin umění.
Od roku 1957 byla kandidátkou věd na Filosofické fakultě Univerzity Karlovy, od roku 1965 pak docentkou na Univerzitě 17. listopadu, kde působila jako odborná asistentka od roku 1962. V roce 1965 založila a až do roku 1969 předsedala Oddělení dějin mimoevropských umění na Univerzitě 17. listopadu.
V 60. letech 20. století manželé opakovaně vyjeli na stipendijní výzkumné pobyty do muzea Louvre v Paříži. Při pobytu v Paříži na konci roku 1968 se rozhodli kvůli politické situaci v zemi do vlasti již nevrátit. V roce 1969 nejprve odcestovali do Spojených států amerických a v roce 1970 do Kanady, kde posléze získali kanadské občanství.
Ve svém výzkumu se zaměřila na analýzu sociálního kontextu vizuálního umění, materiální kultury, dějin a etnografie západní střední Afriky. Její přístup ke studiu afrického umění kombinoval rozsáhlý terénní výzkum s etnografickou, historickou, vědeckou a jazykovou analýzou. Také studovala roli mědi v životech obyvatelů v oblasti pánve Zaïre.
Na York University působila jako docentka (1970–1972) a profesorka (1972–1990), v letech 1974–1975 jako zástupce vedoucího katedry. Mezi 1975 a 1976 předsedala Kanadské asociaci afrických studií.
V roce 1976 na výzkumné stáži v Paříži objevila v depozitáři Musée de l'Homme královskou korunu království Ngoyo, která byla mylně považována (po více než 40 let) za rybářský košík. Objev byl zvlášť pozoruhodný, protože do té doby nebyly objeveny žádné korunovační klenoty Střední Afriky. Výzkum královské koruny byl publikován v knize The Crown and the Ritual: The Royal Insignia of Ngoyo".
Za svou kariéru přednášela a vedla semináře na univerzitě ve Vídni, univerzitě v Bukurešti, Humboldtově univerzitě v Berlíně, École pratique des hautes études v Paříži, Severozápadní univerzitě, Torontské univerzitě, Massachusettském technologickém institutu, Musees Nationaux v Brazzaville a v Art Gallery of Ontario. Radila soukromým sběratelům umění v Kanadě a Spojených státech amerických, kde také působila jako konzultant kanadských, amerických i evropských muzeí.
Na York University je vyhlašováno jejím jménem postgraduální stipendium Zdenka Volavka Fellowship, které finančně podporuje ty, kteří se zaměří na terénní nebo srovnávací výzkum kultury a umění původního obyvatelstva Afriky či Severní Ameriky.
Byla dvakrát vdaná. Poprvé za Vojtěcha Volavku, po druhé se v roce 1987 provdala za Vavřince (Lawrence) Landu z Karlína. Neměla žádné děti.
Manželé Volavkovi v 60. letech 20. století koupili a zachránili barokní faru č. 1 v obci Polevsko v Lužických horách.

## Vybraná bibliografie
- Sochařská rodina Platzerů (Praha, SNKHU, 1957)
- De statua. Úvod do teorie a historické technologie sochařství (Praha, SNKHU, 1959)
- Grafická škola Vincenta Hloznika (Praha, Galerie Fronta, 1962)
- Mladí Slovenští Sochaři (Praha, Galerie Fronta, 1963)
- Sochári o sebe a svojom diele (Bratislava, Tatran, 1968)
- Myšlenky moderních sochařů (Praha, Obelisk, 1971)
- Hidden Treasures from Central Africa (Toronto, Art Galery of York University, 1973)
- The Bowdoin Sculpture of St. John Nepomuk (Brunswick, Maine, Bowdoin College Musum of Art, 1975)
- Crown and Ritual: The Royal Insignia of Ngoyo (Toronto, University of Toronto Press, 1998)